# Itzehoe
Itzehoe (IPA: [ɪtsəˈhoː]; in basso tedesco Itzhoe) è un comune tedesco, capoluogo del circondario di Steinburg, nella regione dello Schleswig-Holstein. Ha circa 32 000 abitanti.